# Península de Kowloon

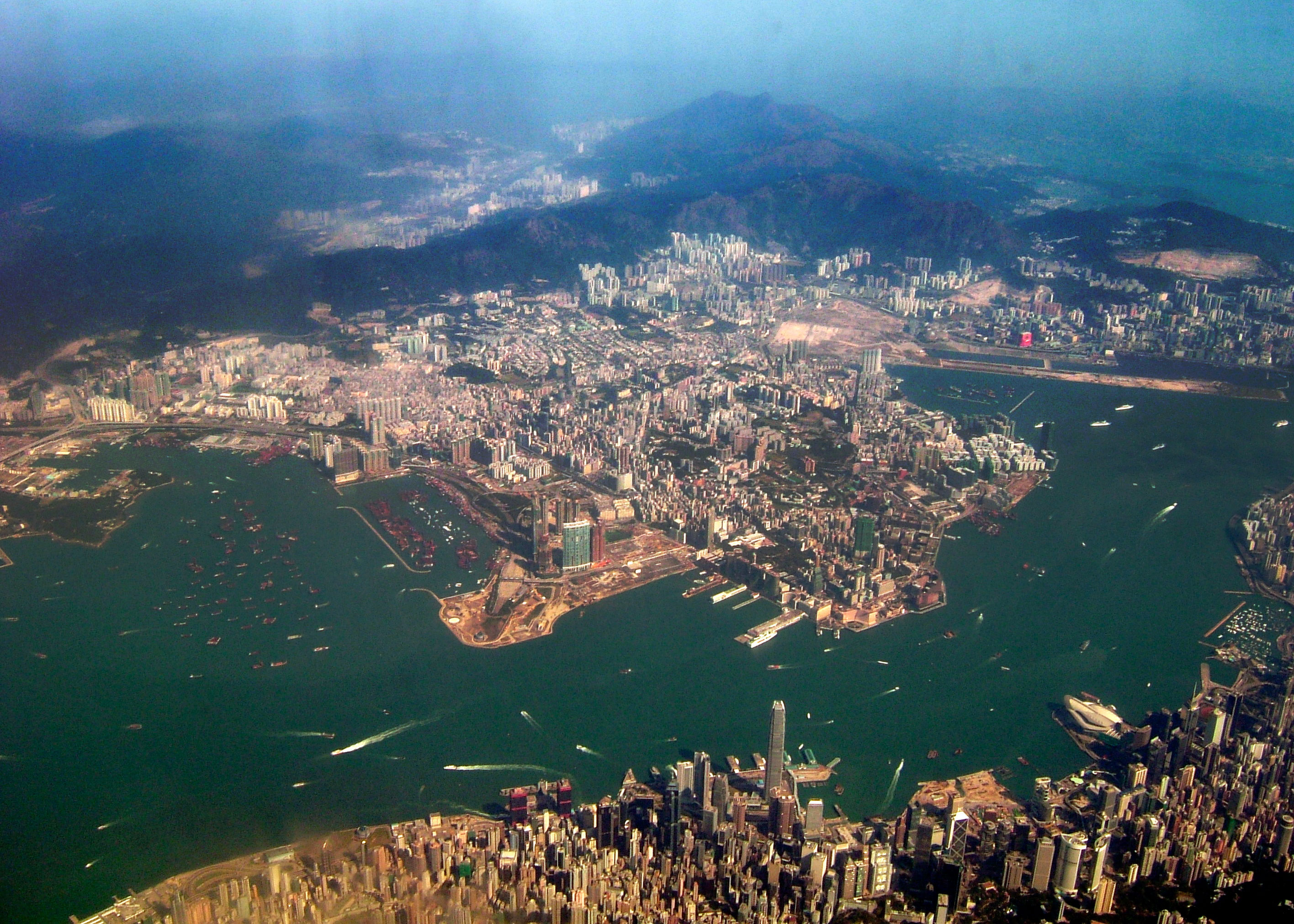
Uma vista aérea da Península de Kowloon, vista da Ilha de Hong Kong.

A Península de Kowloon é uma península que forma a parte sul da principal massa de terra no território de Hong Kong. A península de Kowloon junta a área de Nova Kowloon são conhecidos coletivamente como Kowloon.
Geograficamente, o termo "Península de Kowloon" também pode se referir ao sul da área das serras de Beacon Hill, Lion Rock, Tate's Cairn, Kowloon Peak, etc. A península cobre cinco dos 18 distritos de Hong Kong. A Baía de Kowloon está localizada a nordeste da península.